# タフテ・バヒーの仏教遺跡群とサハリ・バハロールの近隣都市遺跡群
タフテ・バヒーの仏教遺跡群とサハリ・バハロールの近隣都市遺跡群（タフテ・バヒーのぶっきょういせきぐんとサハリ・バハロールのきんりんとしいせきぐん）は、パキスタンの世界遺産の一つであり、1世紀から7世紀のガンダーラにおける僧院や都市建築の様子を伝える遺跡群である。カイバル・パクトゥンクワ州に残るそれらの遺跡群は、1980年にUNESCOの世界遺産リストに登録された。

## 構成資産
この物件は名称が示すように、タフテ・バヒーの仏教遺跡群と、サハリ・バハロールの都市遺跡群とで形成され、両者はおよそ5 キロメートル離れている。

### タフテ・バヒー
タフテ・バヒーは、マルダン地区に残る仏教遺跡である。タフテ・バヒーは「源泉の玉座」を意味し、遺跡が作られた小高い丘に湧いていた泉に由来するという。遺跡のある範囲の高さは 36.6 m から152.4 m である。
この寺院はクシャーナ朝のカニシカ王により、2世紀半ばに建造された。ガンダーラには5世紀にエフタルが侵攻したが、その折にも小高い丘にある地の利などによって無傷で済んだ。タフテ・バヒーの寺院は、その後も密教の中心地として7世紀まで存続した。ガンダーラはマトゥラーと並び、仏像の起源とされる地域である。ギリシア美術とヒンドゥー美術を融合させたその様式（ガンダーラ美術）は、他地域の仏像作りにも強い影響を及ぼした。タフテ・バヒーからも、ガンダーラ様式の仏像が出土しており、各地の博物館収蔵のガンダーラ様式の仏像にはタフテ・バヒーから移送されたものも少なくない。
寺院には、訪れた仏教徒たちが奉納した小さなストゥーパが35基並ぶ「ストゥーパの中庭」（多塔院）、コリント式の柱に飾られた祠堂、3段の階段状の基壇を備えた主ストゥーパが立つ主塔院、さらには3メートルほどの仏像が5体並んでいた壁面、瞑想のための小部屋、食堂、講堂などがあったと推測されている。ただし、この遺跡が修復されたのは、20世紀初頭にイギリスの考古学者が再発見した後のことだった。遺跡の保存状態は良好と言われるが、小ストゥーパも主ストゥーパも残っているのは基壇のみ、3メートルの仏像も足しか残っておらず、壁面の彫刻やフレスコ画の類もほとんどが失われている。また、かつては寺院全面が白い漆喰で覆われていたとも推測されているが、その漆喰も断片的にしか残っていない。
その一方で、伽藍配置がどのようだったかは読み取ることが可能である。樋口隆康はタフテ・バヒーの遺跡について、「いろいろの種類からなる仏教寺院の構成を、最も典型的に具現したものとして注目される」と評していた。

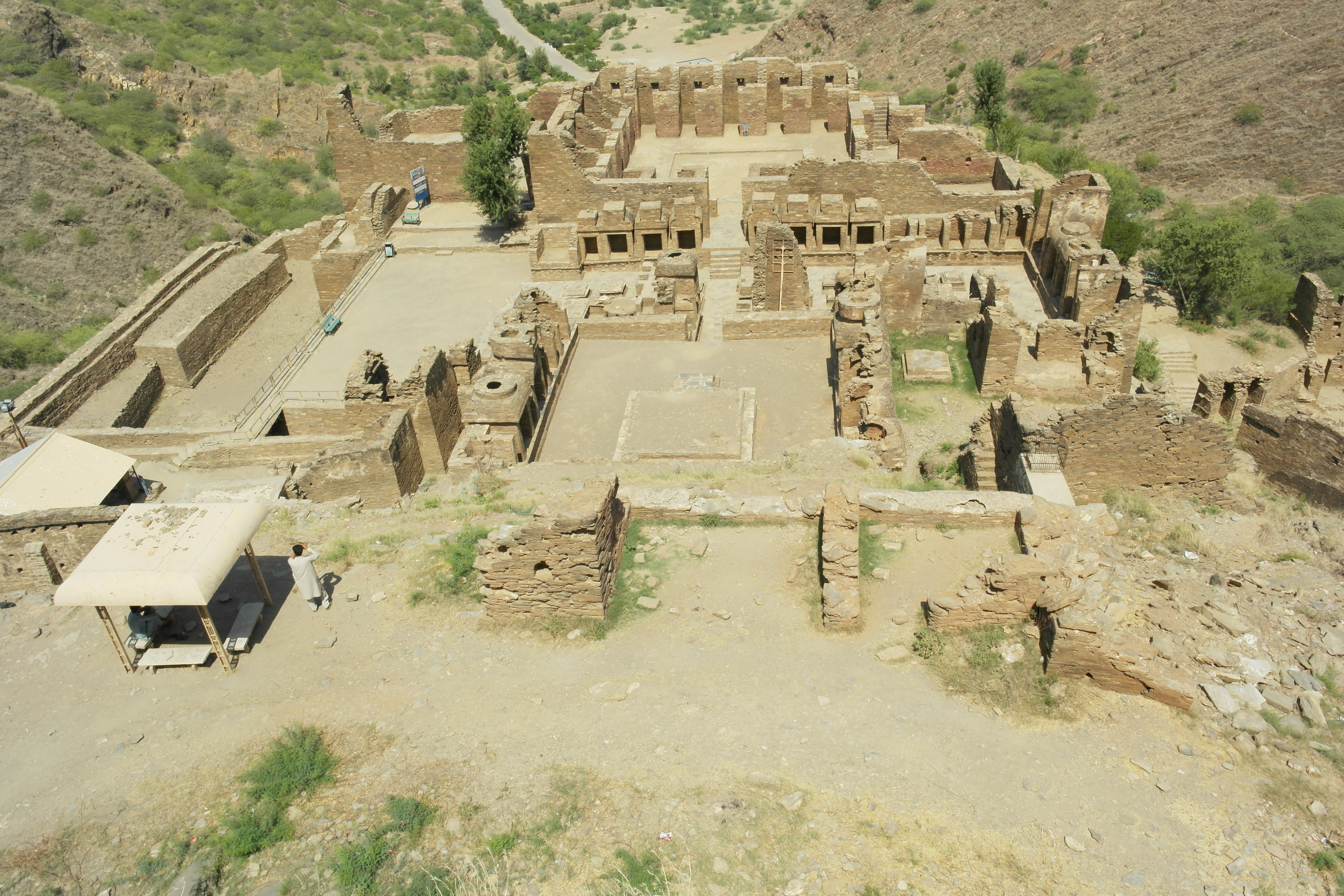
鳥瞰した写真
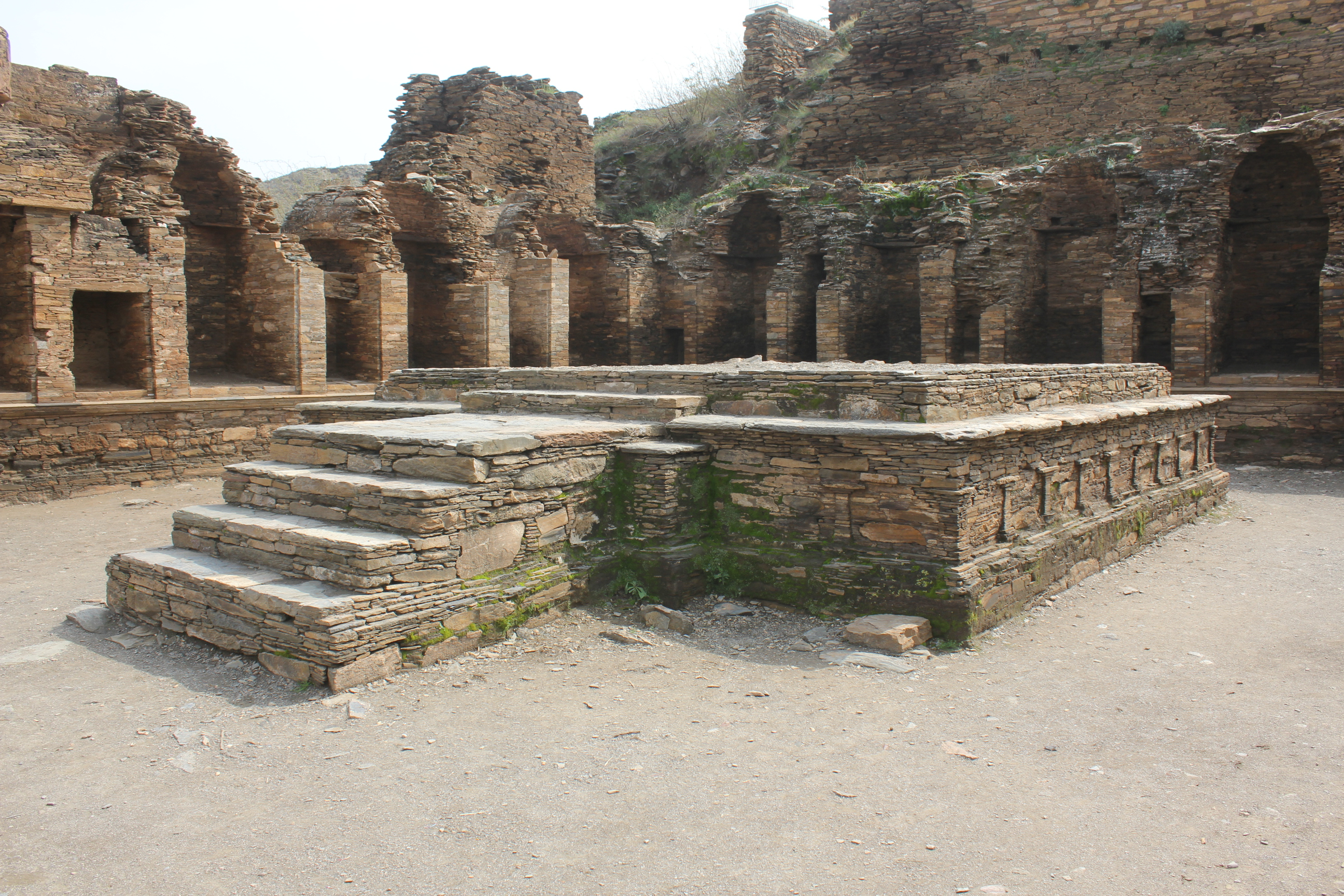
主塔院
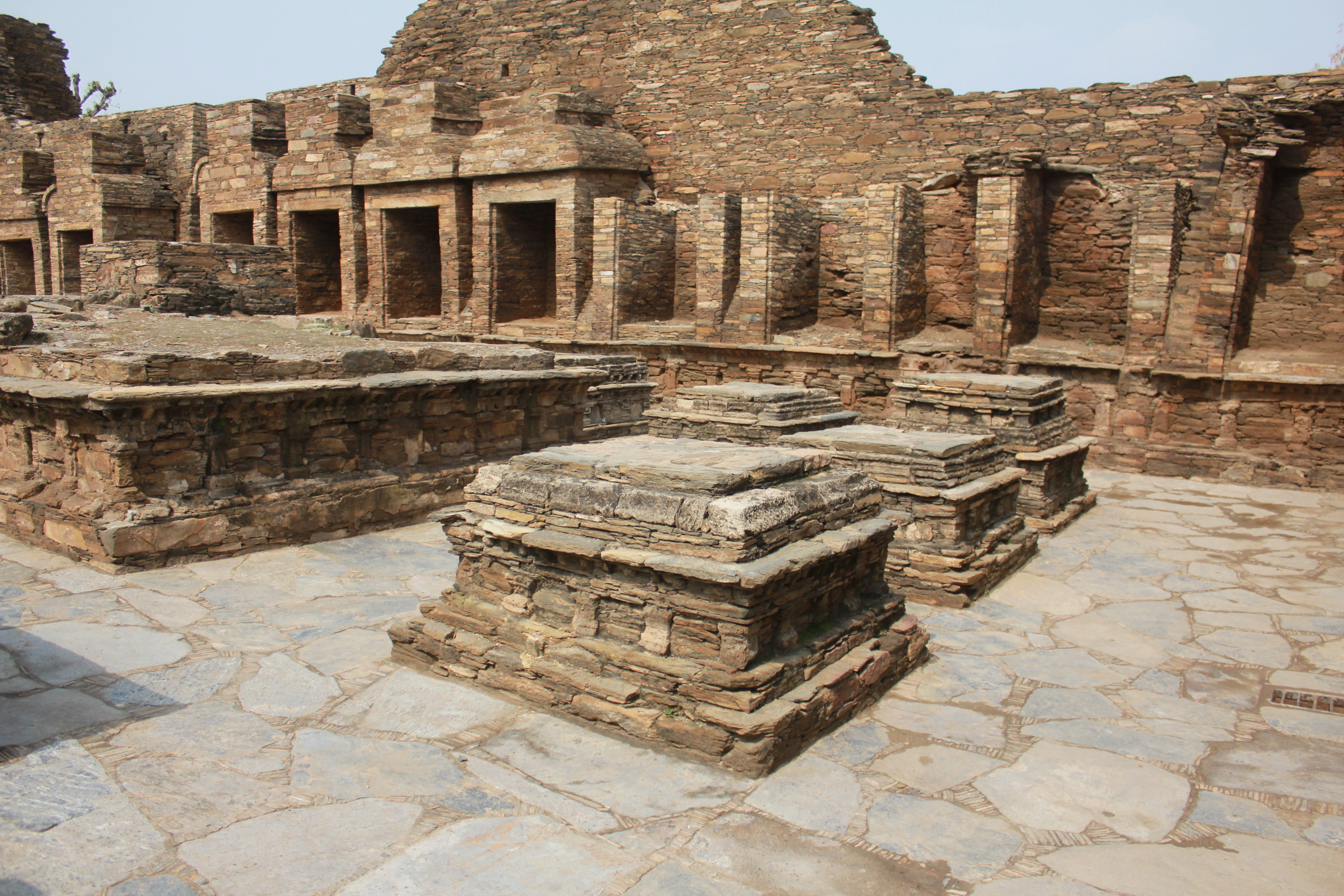
多塔院
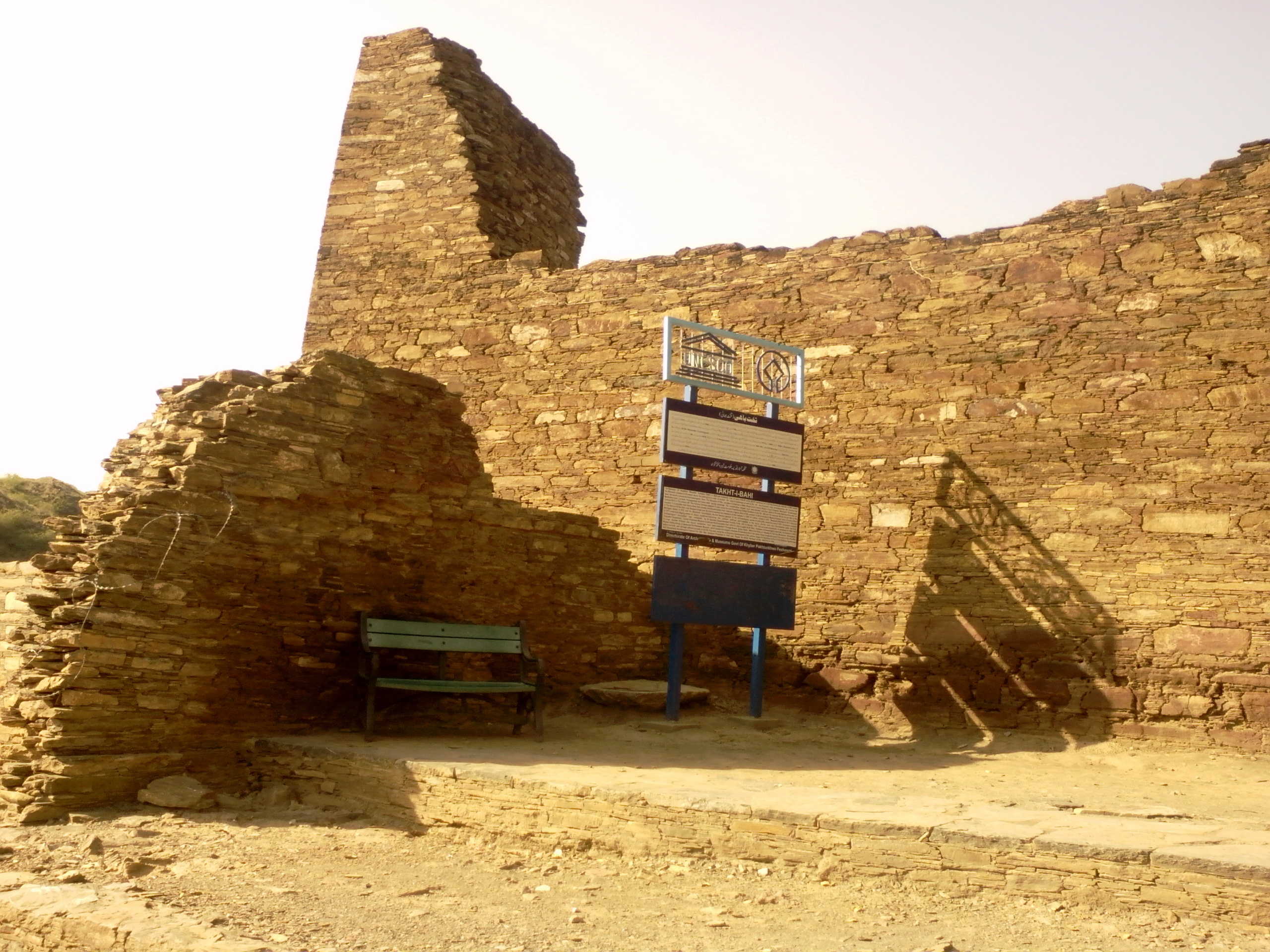
講堂
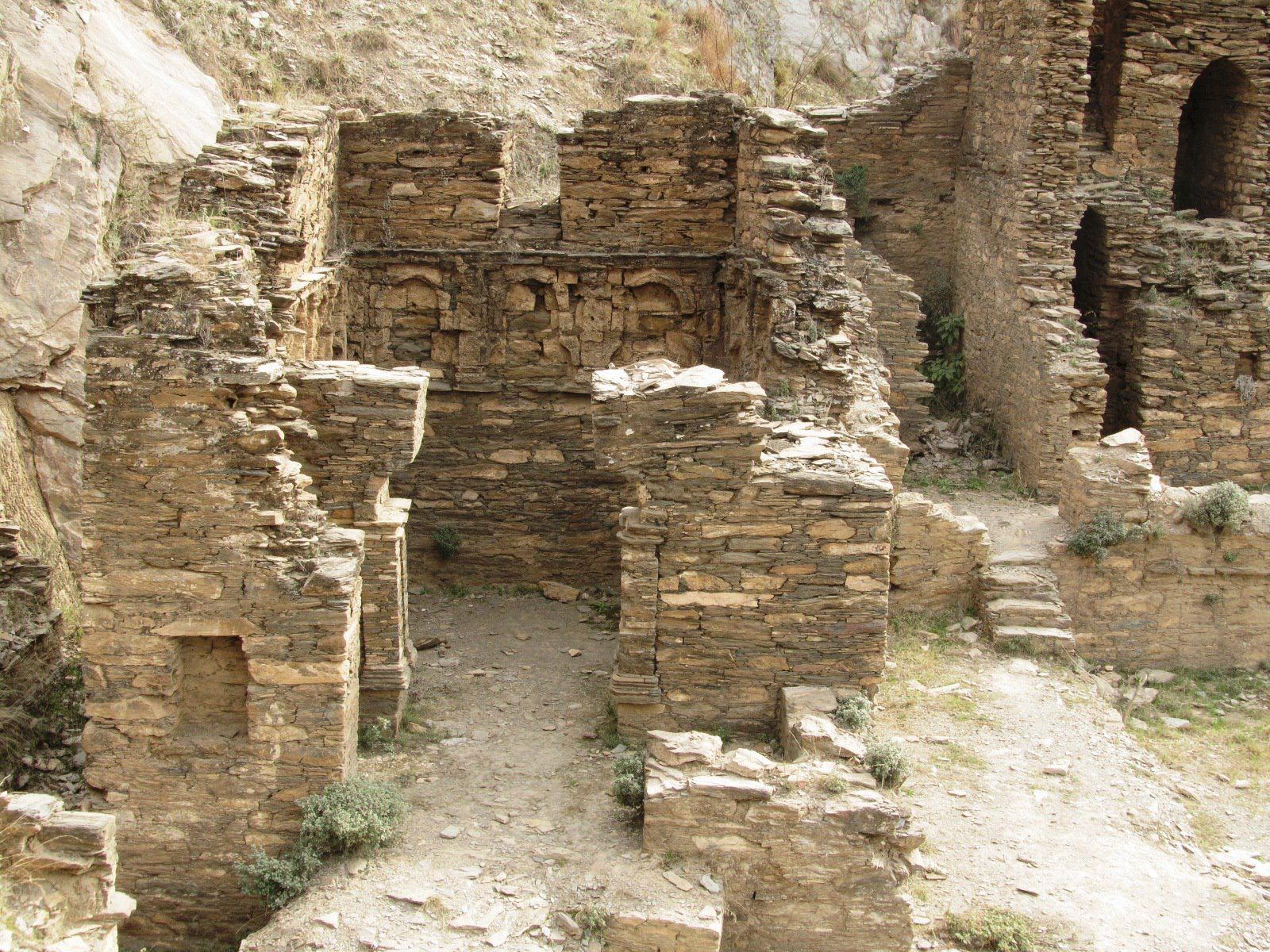
小部屋
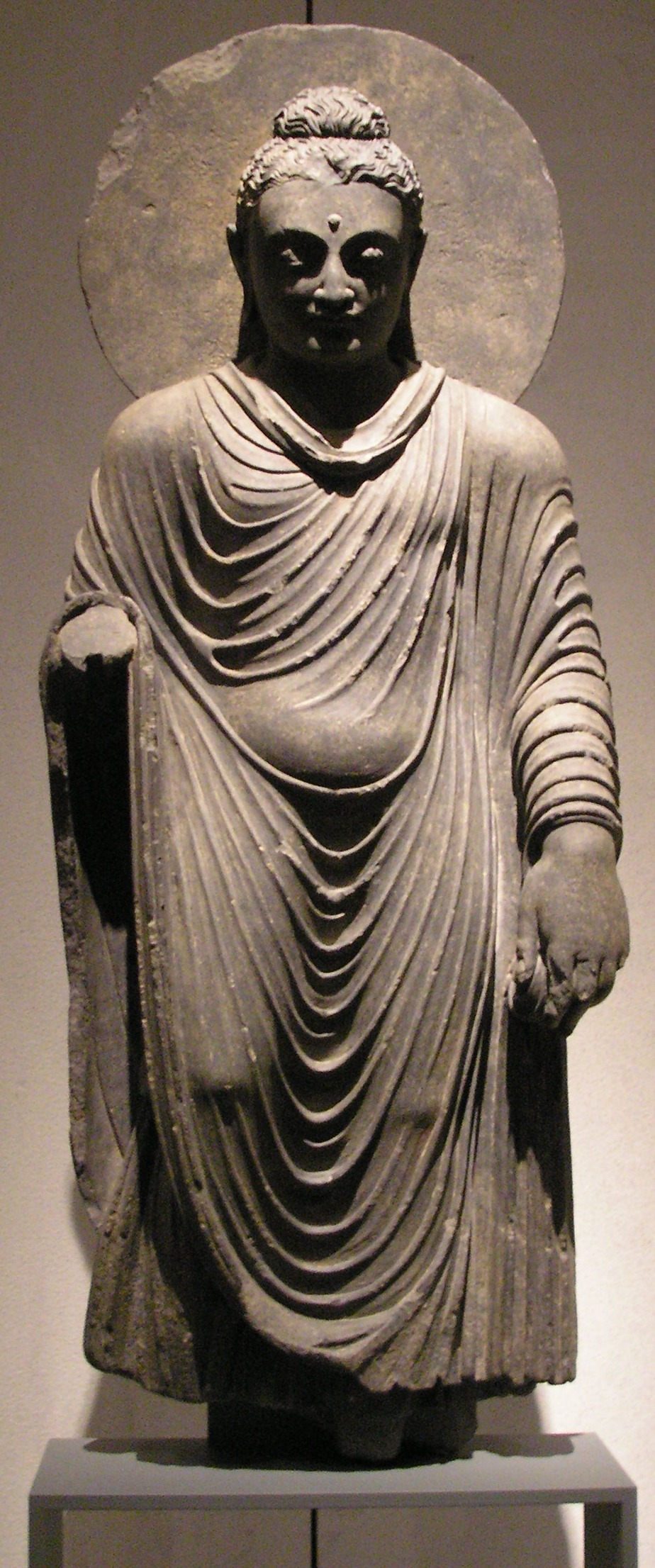
タフテ・バヒーの仏像（アジア美術館、ベルリン）

### サハリ・バハロール
詳細は「サハリ・バハロール」を参照
サハリ・バハロールは、タフテ・バヒーのある岩山の近く、9 m の高さの丘に築かれた都市の遺跡である。この町はタフテ・バヒーの僧侶たちの住居や食料庫、さらには巡礼者たちの宿を提供する機能を含み、タフテ・バヒーの寺院を支える役割を果たしていたと考えられている。その中心は強固な城壁に囲まれた都市で、5世紀半ばに異民族の侵攻を受けた際にも無事だったとされる。しかし、12世紀にイスラーム勢力の侵攻の際に破壊され、町の建物（2階建てだったと考えられる）も土台以外は残っていない。城壁の周辺には僧院や塔院の遺跡が残り、石やスタッコの仏教彫刻品なども多数出土している。
1911年には保全のための手続きがとられ始めたが、その後も地元住民による宅地開発、農地開発などによる侵害を受けており、保存状況への懸念が示されている。初期の世界遺産委員会で登録されていたこともあり、緩衝地域が適切に設定されていないことについても、対応の必要性が指摘されている。

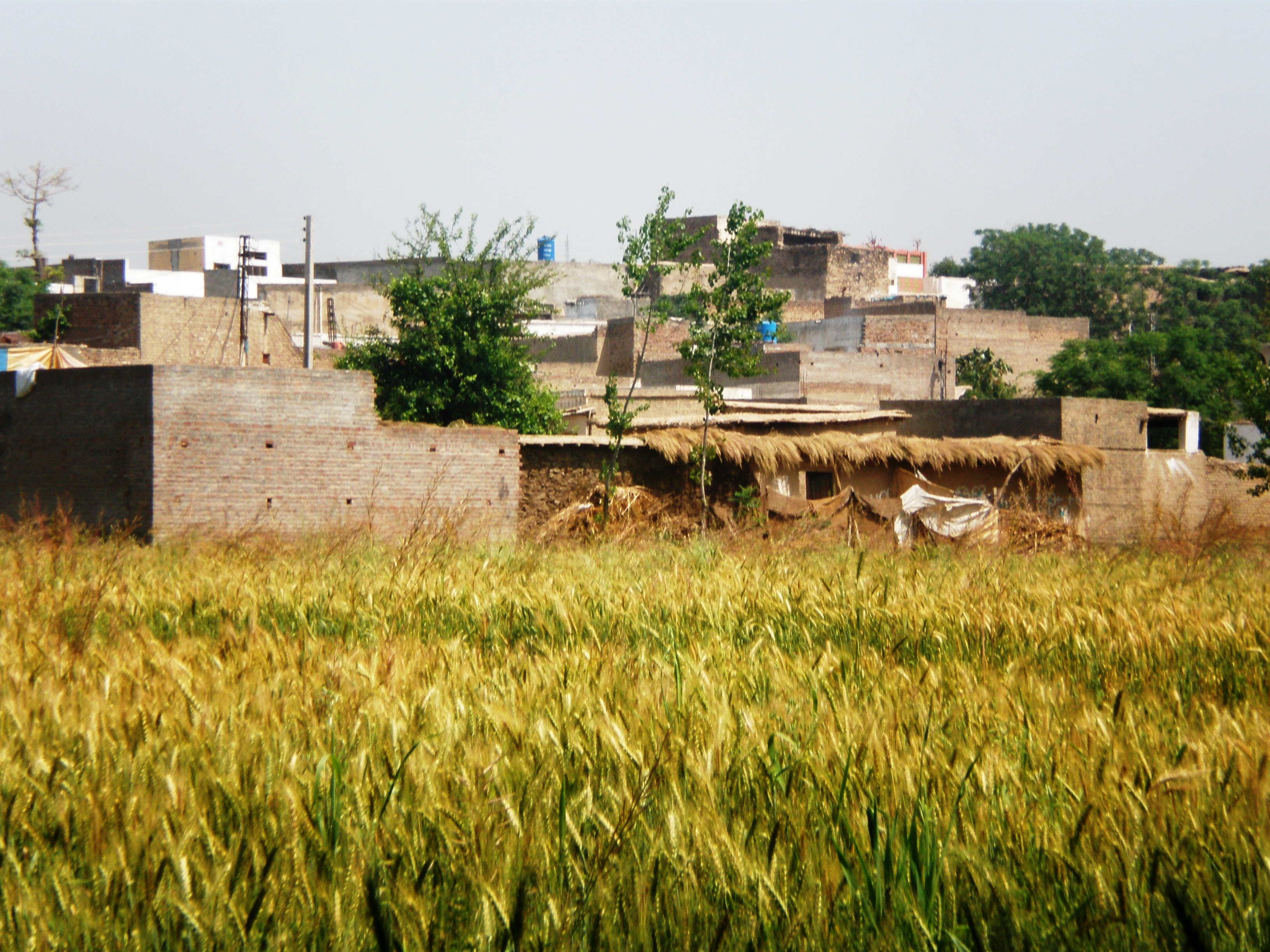
サハリ・バハロール
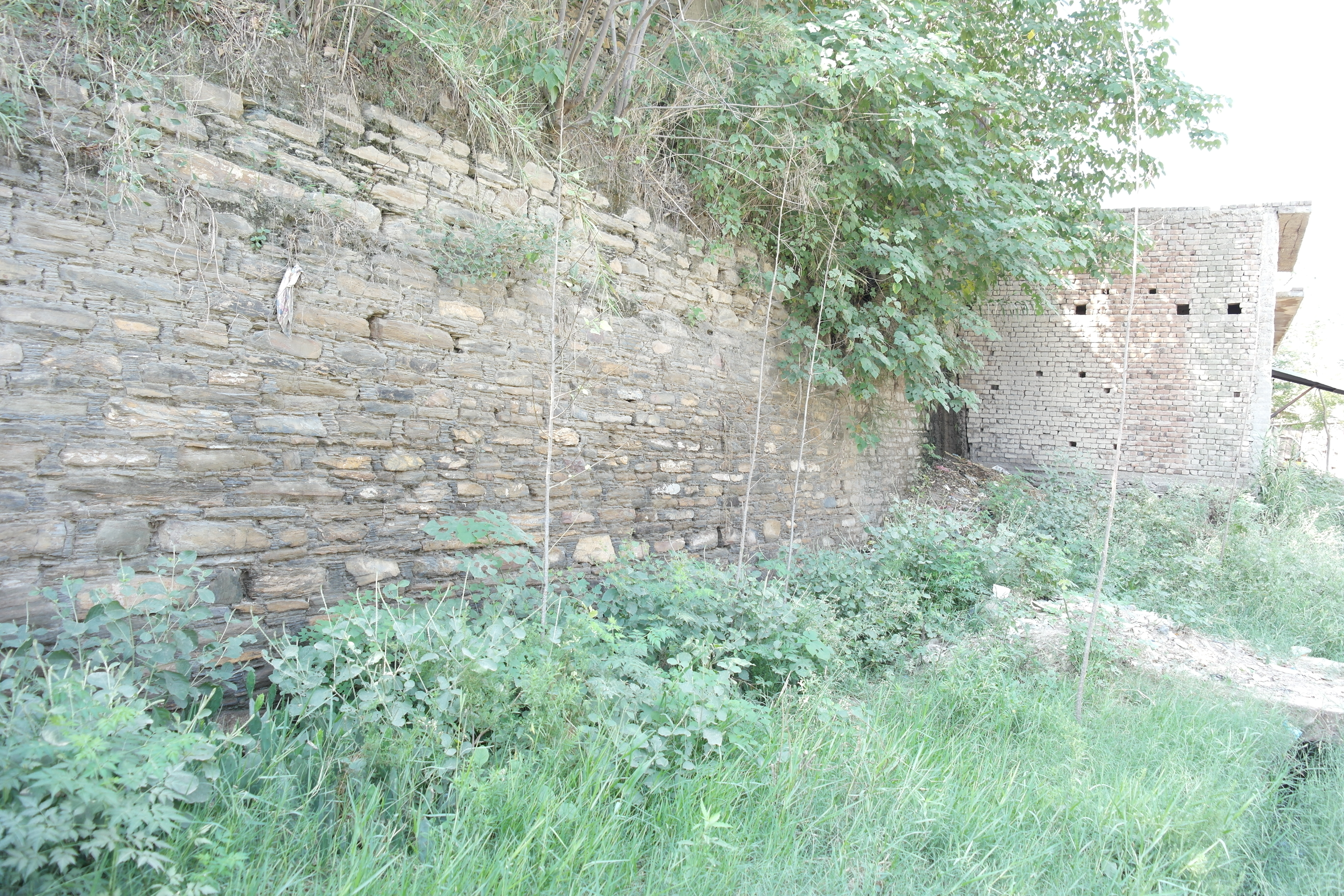
かつての城壁跡
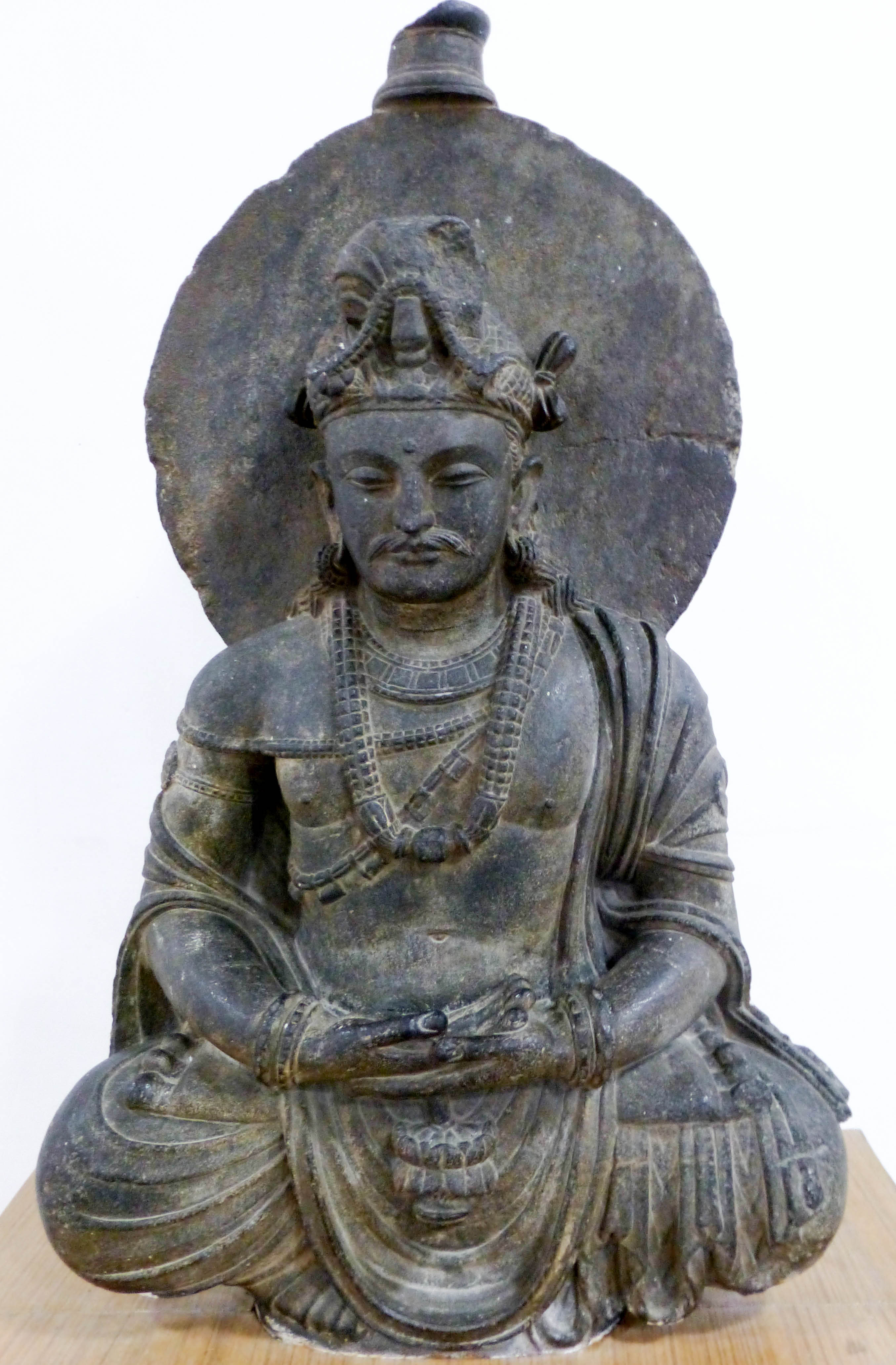
サハリ・バハロールの仏像（パトナ博物館）

## 登録経緯
1980年の第4回世界遺産委員会で登録された。モヘンジョダロの考古遺跡、タキシラとともに、パキスタンの世界遺産として最初に登録された3件のうちの1件である。なお、文化遺産の諮問機関である国際記念物遺跡会議 (ICOMOS) も「登録」を勧告していたが、その勧告書はタフテ・バヒーのみに言及しており、サハリ・バハロールには一言も触れられていなかった。

### 登録名
この世界遺産の正式登録名は、英語: Buddhist Ruins of Takht-i-Bahi and Neighbouring City Remains at Sahr-i-Bahlol およびフランス語: Ruines bouddhiques de Takht-i-Bahi et vestiges de Sahr-i-Bahlol である（見比べて明らかなように、フランス語名には英語名の Neighbouring City に該当する語がない）。その日本語訳は、以下のように様々な例がある。
- タフティ-バヒーの仏教遺跡群とサライ-バロールの近隣都市遺跡群 - 日本ユネスコ協会連盟[15]
- タフティ・バーヒーの仏教遺跡とサリ・バロールの歴史的都市[16]
- タフティ・バヒーの仏教遺跡とサリ・バロールの歴史的都市[3]
- タクティ・バヒーの仏教遺跡と近隣のサハリ・バハロルの都市遺跡 - 古田陽久・古田真美[17]
- タフティ・バーイの仏教遺跡と近隣都市サリ・バロールの遺跡群 - なるほど知図帳[18]
- タフティ・バイとサハリ・バロールの仏教遺跡 - ブリタニカ国際大百科事典[19]
- タフテ＝バーヒの仏教遺跡群とサハリ＝バハロールの近郊都市遺跡群[4]
- タフティ・バヒの仏教遺構、その近隣サリ・バロルの都市遺構 - 日高健一郎[20]

## 登録基準
この世界遺産は世界遺産登録基準のうち、以下の条件を満たし、登録された（以下の基準は世界遺産センター公表の登録基準からの翻訳、引用である）。
- (4) 人類の歴史上重要な時代を例証する建築様式、建築物群、技術の集積または景観の優れた例。
  - 世界遺産センターが示している適用理由は、この遺跡群が「その立地、建築形態、デザイン、構造上の技術の点で、1世紀から7世紀のガンダーラ地方における僧院および都市共同体の発展に関する最も特徴的な例証である」[21]ことによる。

## 観光
タフテ・バヒーの遺跡へは、ペシャーワルからバスで2時間である。2001年の観光客数は約27,000人であった。
ただし、日本の外務省は、タフテ・バヒーのあるマルダン郡について、「退避勧告」を発出している（2017年6月時点）。